# Korporatokracie
Korporatokracie (řidčeji korporokracie) je termín označující stav nebo státní zřízení, kdy převážnými držiteli moci jsou korporace a role státu je značně omezena, např. na poskytování legislativního rámce a podnikatelských podmínek pro tyto korporace. Termín korporatokracie byl zaveden stoupenci levicového hnutí Global Justice Movement a je často používán mnohými levicovými intelektuály. Mezi známé uživatele tohoto termínu patří například John Perkins.
Konstrukce korporatokracie stojí na předpokladu, že moc v rukou státu slábne ve prospěch korporací (z čehož nejvíce těm největším a nejbohatším). Zastánci existence korporatokracie tento předpoklad extrapolují do budoucnosti a někteří z nich otevřeně varují před úskalími, které by to přinášelo (např. fakt, že ředitelé korporací nejsou demokraticky voleni a běžný občan by neměl možnost politiku korporací ovlivnit).
Prorůstání korporatokracie do politiky má určitou souvislost s vlivem velkých peněz ve formě příspěvků na kampaně. V prostředí, kdy pro úspěšnou politickou kampaň je třeba koncentrovat obrovské množství peněz a kde korporace nejsou omezeny v množství těchto příspěvků konkrétním kandidátům, lze očekávat princip quit pro quo, tedy to, že politik uvedený do svého úřadu bude následně slyšet na přání korporace, která mu štědře přispěla na kampaň, a bude-li moci, „ohne“ legislavu v její prospěch.
Mezi vlastnosti a průvodní jevy korporatokracie patří:
- moc korporací stoupá nad moc státu a státních a regionálních orgánů
- korporace disponují většími finančními prostředky než státní orgány a tam, kde poddimenzovaná státní infrastruktura selhává, jsou životaschopnější
- invaze korporací do života občanů (např. školy, sídliště nebo celé obce vlastněné korporacemi)
- eroze práv a svobod občanů ve prospěch potřeb korporace (pracovní podmínky, trh práce), zájmy jednotlivce se stávají podřadnější nad zájmy korporace (prvek podobný fašismu)
- korporace začíná přebírat a suplovat funkce a služby státu – to, co bylo dříve státní (doprava, vzdělání, telekomunikace, média, výzkum, zdravotní pojištění, rekvalifikace, mateřské školy) je nyní firemní
- za korporatokracii může být považován i případ, ve kterém státní orgány fungují pouze formálně a ve skutečnosti skrze korupci je skutečná exekutivní, soudní a zákonodárná moc „koupena“ korporacemi, prorostlými do státní správy
- vysoká míra patentování, zpoplatňování dříve veřejných služeb občanům, aplikace tržních principů na vše, příkré sledování maximalizace zisku
- moc korporací v korporatokracii je konsolidována a neustále upevňována též pomocí jimi vlastněných nebo koupených médií, je čím dál obtížnější je svobodně kritizovat

Korporatokracie je významově podobná plutokracii (vládě bohatých), oligarchii (vládě elity), ale někteří historici nalézají i podobné znaky s fašismem v dobách Benita Mussoliniho. Podle stoupenců tohoto termínu zašla korporatokracie nejdál ve Spojených státech amerických – příkladem může být politický slib Donalda Trumpa: „drain the swamp“ („vysušit bažinu“), tedy zbavit politiku vlivu korporací a střetu zájmů, a následné dosazení mnoha korporátních šéfů do svého kabinetu, mj. čtyř postů z Goldman Sachs. Dalšími příklady jsou Singapur a Chile za vlády Augusta Pinocheta.

## V populární kultuře
Ve filmu The Network z roku 1976 má jedna z postav významný monolog, ve kterém hlavním hrdinovi říká, že státy, národy a ideologie jsou věcí minulosti a korporace jsou skutečné národy tohoto světa.
Korporatokracie byla také zmíněna v románu Atlas mraků od Davida Mitchella, kde se dívka Sonmi vzpouří své práci a systému a společně s přítelem Hae-Ju se přidává k Unii, která chce systém svrhnout.